# ВВС Кавказского фронта Великой Отечественной войны
ВВС Кавказского фронта (ВВС КавФ) — оперативное объединение фронтовой авиации, предназначенное для решения боевых задач (ведения боевых действий) во взаимодействии (в совместных операциях) с другими видами Вооружённых Сил Союза ССР, а также проведения самостоятельных воздушных операций.

## История наименований
- ВВС Отдельной Кавказской армии (29.05.1921 г.);
- ВВС Кавказской Краснознамённой армии (17.08.1923 г.)
- ВВС Закавказского военного округа (17.05.1935 г.);
- ВВС Закавказского фронта (первое формирование, 23.08.1941 г.);
- ВВС Кавказского фронта (30.12.1941 г.);
- ВВС Закавказского военного округа (28.01.1942 г.);
- ВВС Крымского фронта (28.01.1942 г.);
- ВВС Закавказского фронта (второе формирование, 28.04.1942 г.);
- ВВС Тбилисского военного округа (09.07.1945 г.);
- 11-я воздушная армия (02.1946 г.);
- 34-я воздушная армия (20.02.1949 г.)
- ВВС Закавказского Краснознамённого военного округа (06.1980 г.);
- 34-я воздушная армия (04.1988 г.)
- Войсковая часть (полевая почта) 21052.

### История и боевой путь
Директивой Ставки Верховного Главного Командования от 30 декабря 1941 года на базе Закавказского фронта образован Кавказский фронт, а Военно-воздушные силы Закавказского фронта преобразованы в Военно-воздушные силы Кавказского фронта. В состав вновь созданных ВВС вошли соединения и части ВВС Закавказского фронта.
ВВС фронта принимали участие в битвах и операциях:
- Керченско-Феодосийская десантная операция — с 30 декабря 1941 года по 2 января 1942 года.

28 января 1942 года Кавказский фронт разделён на Крымский фронт и Закавказский военный округ. Соединения и части ВВС Кавказского фронта вошли в состав ВВС вновь образованного Крымского фронта и ВВС Закавказского военного округа.

### В составе
Находились в составе Кавказского фронта.
| Подчинение       | Период                  |
| ---------------- | ----------------------- |
| Кавказский фронт | 23.08.1941 — 30.12.1941 |

### Командующие
- генерал-майор авиации Глушенков Никифор Эммануилович, с 30 декабря 1941 года по 28 января 1942 года.

### Состав
В состав ВВС фронта входили:
| - ВВС 44-й армии - 25-я истребительная авиационная дивизия - 27-я истребительная авиационная дивизия - 135-я истребительная авиационная дивизия - 40-я корректировочная авиационная эскадрилья - 152-я разведывательная авиационная эскадрилья - ВВС 46-й армии - 132-я бомбардировочная авиационная дивизия - 134-я бомбардировочная авиационная дивизия - 133-й истребительный авиационный полк - ВВС 47-й армии - ВВС 51-й армии - 71-я смешанная авиационная дивизия - 72-я истребительная авиационная дивизия - 2-й штурмовой авиационный полк - 23-я корректировочная авиационная эскадрилья - 151-я разведывательная авиационная эскадрилья - 507-я разведывательная авиационная эскадрилья - Соединения и части фронтового подчинения: - 482-й истребительный авиационный полк; - 41-й ближнебомбардировочный авиационный полк; - 128-я корректировочная авиационная эскадрилья - 149-я разведывательная авиационная эскадрилья - 150-я разведывательная авиационная эскадрилья |